# Nuevo Hotel Miranda!
Nuevo Hotel Miranda! es el décimo álbum de estudio del dúo argentino Miranda!, lanzado el 9 de mayo de 2025 por Sony Music Argentina.
En este álbum retoman la experiencia colaborativa de su antecesor (Hotel Miranda!, 2023). Pero esta vez, concentrada en nuevo material en el que incluyen 9 canciones originales y un cover de la agrupación Pimpinela; y colaboraciones con artistas como Tini, Fito Páez, Vicentico, Nicki Nicole, Leo Rizzi, Conociendo Rusia, Young Cister, Ana Mena, Kenia Os y Abraham Mateo.

## Lista de canciones
| Nuevo Hotel Miranda! |                                                | |                 |          |  |
| N.º                  | Título                                         | Escritor(es)                                                                                              | Productor(es)   | Duración |  |
| 1.                   | «Triste» (con Conociendo Rusia)                | Alejandro Sergi; Mateo Sujatovich; Nico Cotton                                                            | Cotton          | 3:03     |  |
| 2.                   | «Me gusta» (con TINI)                          | Alejandro Sergi; Andrés Torres; Cachorro Lopez; Martina Stoessel                                          | Sergi; Big One  | 3:37     |  |
| 3.                   | «Sin solución» (con Leo Rizzi)                 | Alejandro Sergi; Leo Rizzi Vadillo; Renzo Luca Chiumiento                                                 | Luca            | 2:44     |  |
| 4.                   | «Hace rato» (con Nicki Nicole)                 | Alejandro Sergi; Nicole Denise Cucco; Santiago Ruiz                                                       | Tatool          | 2:35     |  |
| 5.                   | «Plutón» (con Vicentico)                       | Alejandro Sergi; Cachorro Lopez; Gabriel Julio Fernández Capello                                          | Cachorro Lopez  | 2:43     |  |
| 6.                   | «Siempre que lo beso» (con Kenia Os)           | Alejandro Sergi                                                                                           | Cotton; Luca    | 2:33     |  |
| 7.                   | «Como amigos» (con Ana Mena)                   | Alejandro Sergi; Renzo Luca Chiumiento                                                                    | Luca            | 2:11     |  |
| 8.                   | «Igual a nadie» (con Fito Paez)                | Alejandro Sergi; Juliana Gattas                                                                           | Didi Gutman     | 2:57     |  |
| 9.                   | «Una loca historia de amor» (con Young Cister) | Alejandro Sergi; Daniel Real; Estanislao De Lera; Esteban Cisterna Alvarez; Maurizio Bassi; Naimy Hackett | Big One         | 2:46     |  |
| 10.                  | «Por ese hombre» (con Abraham Mateo)           | Joaquin Galan; Lucia Galan                                                                                | Alejandro Sergi | 4:19     |  |
| 28:33                |                                                | |                 |          |  |